# ادوارد گرانت مارتین دیویس
ادوارد گرانت مارتین دیویس (انگلیسی: Ed Davis; ۱۳ فوریهٔ ۱۹۶۳ – ) نظامی و سیاست‌مدار اهل بریتانیا بود. وی همچنین برندهٔ جوایزی همچون نشان حمام و نشان امپراتوری بریتانیا شده‌است.